# 武公 (陳)
武公（ぶこう）は、西周の諸侯である陳の君主（在位前796年 - 前781年）。姓は嬀、名は霊。釐公の子として生まれた。釐公の後をうけて陳国の君主となった。夷公、平公の父。